# George Thomas Smith-Clarke
George Thomas Smith-Clarke (* 23. Dezember 1884 in Bewdley, Worcestershire; † 28. Februar 1960 in Coventry) war ein britischer Ingenieur, der sich hauptsächlich mit der Konstruktion von Kraftfahrzeugen und medizinischen Instrumenten beschäftigte. Er war Inhaber zahlreicher Patente.
1923 wechselte Smith-Clarke von Daimler zu Alvis und nahm dort die Position des Chefingenieurs ein. Er blieb bis 1950 in diesem Unternehmen tätig und war maßgeblich für den geschäftlichen Erfolg des Unternehmens verantwortlich.
| Personendaten    | Personendaten               |
| ---------------- | --------------------------- |
| NAME             | Smith-Clarke, George Thomas |
| KURZBESCHREIBUNG | britischer Ingenieur        |
| GEBURTSDATUM     | 23. Dezember 1884           |
| GEBURTSORT       | Bewdley, Worcestershire     |
| STERBEDATUM      | 28. Februar 1960            |
| STERBEORT        | Coventry                    |